# Пилипи-Борівські
Пилипи-Борівські — село в Україні, у Томашпільській селищній громаді Тульчинського району Вінницької області. Населення становить 680 осіб.

## Населення

### Мова
Розподіл населення за рідною мовою за даними перепису 2001 року:
| Мова       | Кількість | Відсоток |
| ---------- | --------- | -------- |
| російська  | 469       | 68.97%   |
| українська | 211       | 31.03%   |
| Усього     | 680       | 100%     |

## Історія
7 (20) листопада 1917 року, відповідно до Третього Універсалу Української Центральної Ради, увійшло до складу Української Народної Республіки.
12 червня 2020 року, відповідно до Розпорядження Кабінету Міністрів України від  № 707-р «Про визначення адміністративних центрів та затвердження територій територіальних громад Вінницької області», увійшло до складу Томашпільської селищної громади.
19 липня 2020 року, в результаті адміністративно-територіальної реформи та ліквідації  Томашпільського району, увійшло до складу новоутвореного Тульчинського району.

## Відомі люди
- Петер Костянтин Кирилович (1893–1953) — сотник Армії УНР, боєць УПА.
- Кобзов Микола Миколайович (1973) — український цирковий діяч, президент Всеукраїнської громадської організації «Циркова спілка Кобзова», Заслужений працівник культури України.